# Лежава, Зураб Платонович
Зураб Платонович Лежава (груз. ზურაბ პლატონის ძე ლეჟავა, 9 июля 1925 или 1925, Тифлис — 19 февраля 2011) — грузинский советский художник. Народный художник Грузинской ССР (1988). Почётный гражданин Тбилиси (2002). Почётный зарубежный член Российской академии художеств (2004)

## Биография

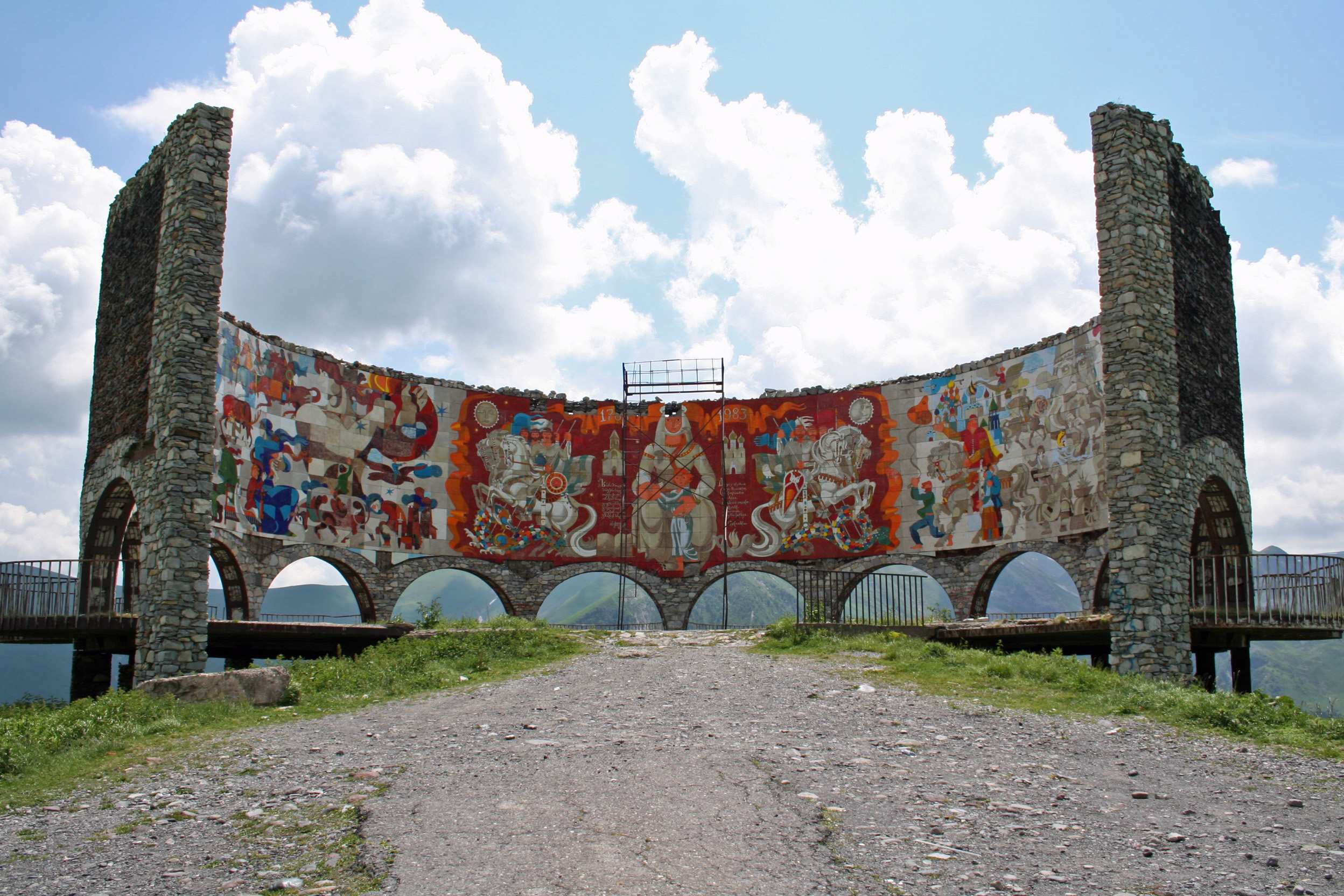
Арка Дружбы на Военно-Грузинской дороге

В 1950 году окончил Тбилисскую государственную академию художеств, факультет графики.
Занимался редакторской работой, 1952—1955 — редактор журнала «Science and Technology»; 1955—1958 — журнала «Флаг».
Преподавал в Тбилисской государственной академии художеств; 1970—1990 заведующий кафедрой прикладной графики (ныне графический дизайн), профессор с 1989 г .
Председатель Союза художников Грузии (1962—1970), секретарь Союза художников СССР (1968—1972).
Автор серий графических и живописных работ: «Старый Тбилиси», «Сванетия», «Имерети», «Зарубежные зарисовки». Иллюстрации к произведениям Давида Клдиашвили, серии пейзажей и др.
Расписывал монументальные стены будущего здания Грузинского филиала Института марксизма-ленинизма (1977). Работы хранятся в Грузинском художественном музее, в картинной галерее.
Мозаичная фреска Арки Дружбы на Военно-Грузинской дороге, соавторы Зураб Капанадзе и Нодар Малазонии